# Аманирена
Аманирена (полное имя Amnirense qore li kdwe li, англ. Ameniras, Qore and Kandake) — царица Мероитского царства Куша (26 до н. э. — 18 до н. э.).

## Биография
Родилась между	60 и 50 годами до н. э.
Когда третий префект Египта Элий Галл, находился в походе в Аравию в 24 году до н. э., кушиты начали наступление на Египет. Аманирена и Акинидад разбили римские войска у Асуана и Фил, изгнав евреев с острова Элефантина.

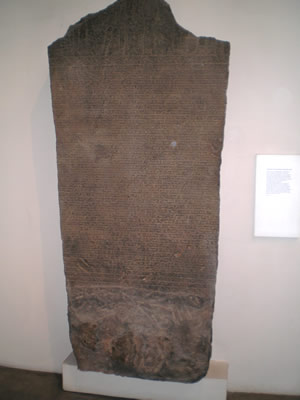
Хамадабская стела

Британский искусствовед Нил Макгрегор, ссылаясь на античного историка Страбона, описывает Аманирену как свирепую одноглазую царицу Кандакии, захватившей несколько римских фортов на юге Египта в 25 году до н. э. Её армия вернулась с бронзовой головой Октавиана Августа, снятым со статуи римского императора. Затем она похоронила её под ступенями храма, посвященного победе. Голова Августа, найденная в Мероэ в 1912 году, сейчас находится в Британском музее.
Кушиты были вытеснены из Асуана Гаем Петронием, который стал занимать должность римского префекта в Египте. Римские войска продвинулись далеко в царство Куш; кушиты предприняли попытку захватить Каср Ибрим, но Петроний опередил их. После этого начались переговоры и в 21/20 году до н. э. был заключен мирный договор. Это соглашение продолжалось до конца III века н. э., при этом отношения между Мероэ и римским Египтом оставались в целом мирными в течение всего этого времени. Однако вскоре царство Куш начало угасать.
Аманирена умерла около 10 года до н. э. и была похоронена в пирамиде Джебель-Баркал.
На стеле из Хамадаба есть упоминание об Аманирене.